# Zeslandentoernooi 2007 (mannen)

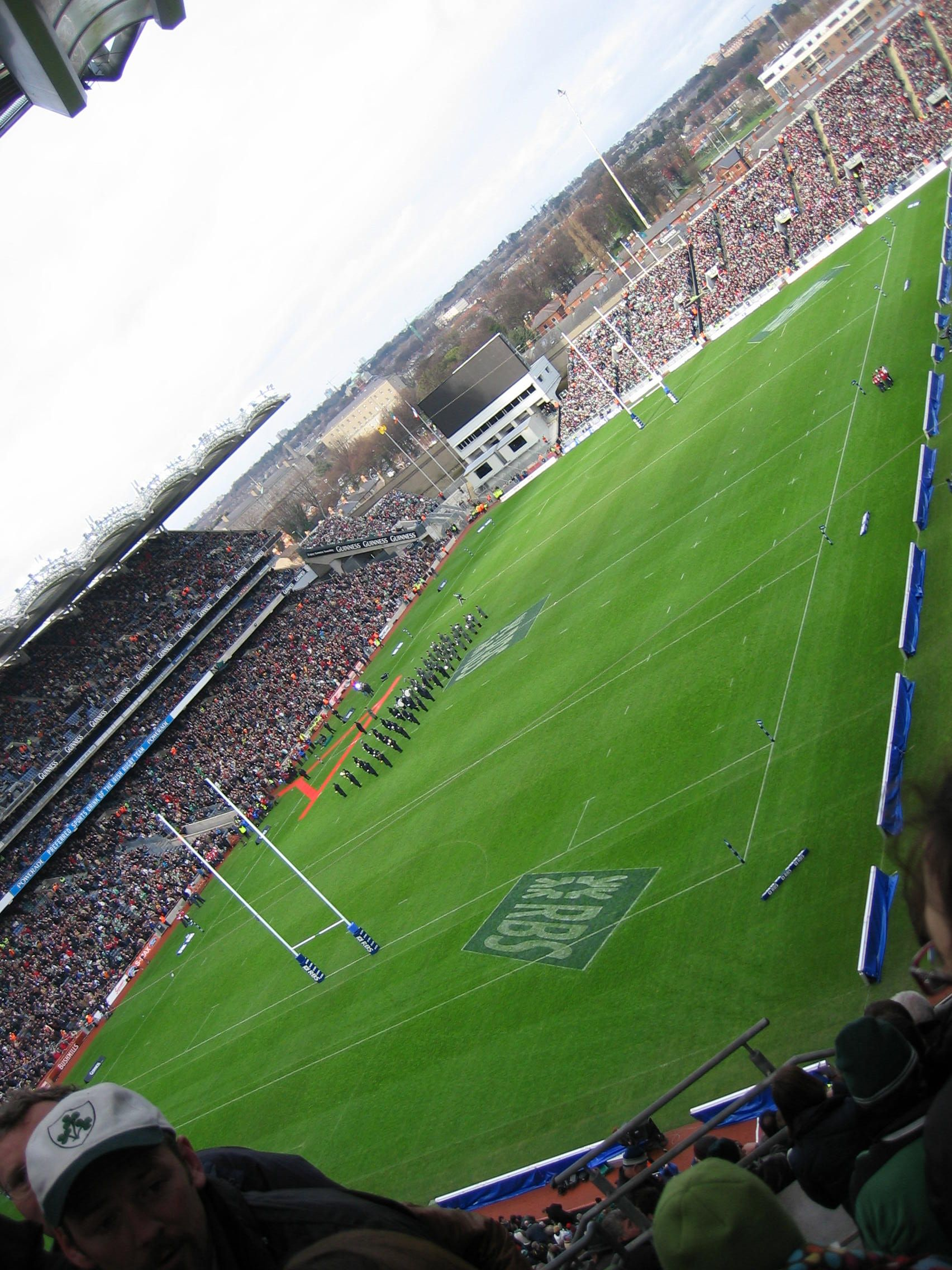
De wedstrijd Ierland - Frankrijk is de eerste rugbywedstrijd die gespeeld is in Croke Park.

Het Zeslandentoernooi voor mannen van de Rugby Union in 2007 werd gespeeld tussen 3 februari en 17 maart. Titelverdediger was Frankrijk. Ierland speelde dit jaar in Croke Park en niet op Lansdowne Road, waar men normaliter speelt. Dit in verband met de verbouwingen aan Lansdowne Road. Bovendien speelde Engeland in een vernieuwd Twickenham, waar een nieuwe zuidtribune is gebouwd.
Het toernooi werd pas in de laatste minuut van de extra tijd van de wedstrijd Frankrijk-Schotland beslist. Op dat moment leidde Ierland op puntensaldo nog het klassement. De Fransman Elvis Vermeulen scoorde een try, die door de scheidrechter pas na overleg met een nota bene Ierse official werd toegekend. Hierdoor won Frankrijk voor de vijftiende maal het Zeslandentoernooi.

## Deelnemers
De zes vaste deelnemers spelen hun thuisduels in de volgende stadions.
| Land      | Stadion            | Plaats      | capaciteit |
| --------- | ------------------ | ----------- | ---------- |
| Ierland   | Croke Park         | Dublin      | 82.500     |
| Engeland  | Twickenham         | Londen      | 82.000     |
| Frankrijk | Stade de France    | Saint-Denis | 80.000     |
| Wales     | Millennium Stadium | Cardiff     | 75.500     |
| Schotland | Murrayfield        | Edinburgh   | 67.500     |
| Italië    | Stadio Flaminio    | Rome        | 25.000     |

## Eindstand
| Land      | Wed | Win | Gel | Ver | Saldo     | +/− | Ptn |
| --------- | --- | --- | --- | --- | --------- | --- | --- |
| Frankrijk | 5   | 4   | 0   | 1   | 155 - 86  | 69  | 8   |
| Ierland   | 5   | 4   | 0   | 1   | 149 - 84  | 65  | 8   |
| Engeland  | 5   | 3   | 0   | 2   | 119 - 115 | 4   | 6   |
| Italië    | 5   | 2   | 0   | 3   | 94 - 147  | -53 | 4   |
| Wales     | 5   | 1   | 0   | 4   | 86 - 113  | -27 | 2   |
| Schotland | 5   | 1   | 0   | 4   | 95 - 153  | -58 | 2   |

## Programma
De vermelde tijden zijn allemaal lokale tijden.

### Eerste ronde

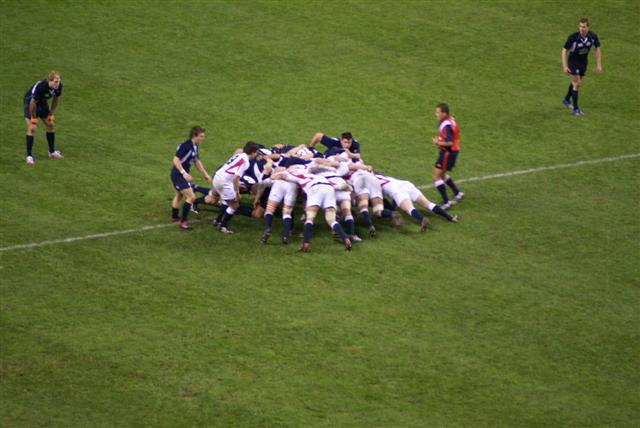
Een scrum tijdens de wedstrijd Engeland - Schotland om de Calcutta Cup.

| Datum             | Wedstrijd            | Uitslag |
| ----------------- | -------------------- | ------- |
| 3 februari, 14:30 | Italië - Frankrijk   | 3 - 39  |
| 3 februari, 16:00 | Engeland - Schotland | 42 - 20 |
| 4 februari, 15:00 | Wales - Ierland      | 9 - 19  |

### Tweede ronde
| Datum              | Wedstrijd           | Uitslag |
| ------------------ | ------------------- | ------- |
| 10 februari, 13:30 | Engeland - Italië   | 20 - 7  |
| 10 februari, 15:30 | Schotland - Wales   | 21 - 9  |
| 11 februari, 15:00 | Ierland - Frankrijk | 17 - 20 |

### Derde ronde

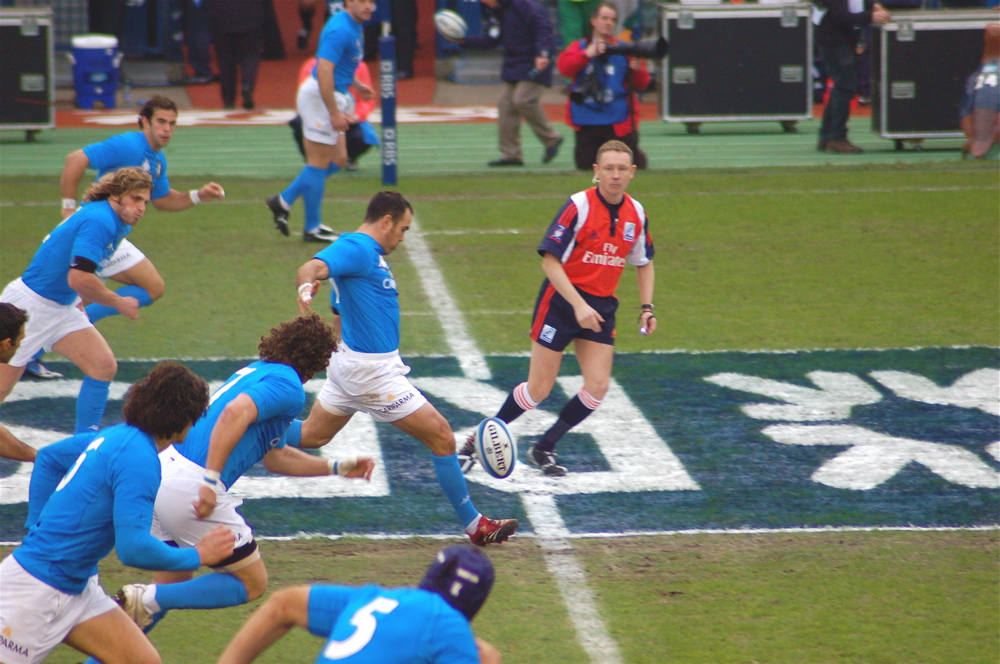
Italië trapt af voor de wedstrijd tegen Schotland.

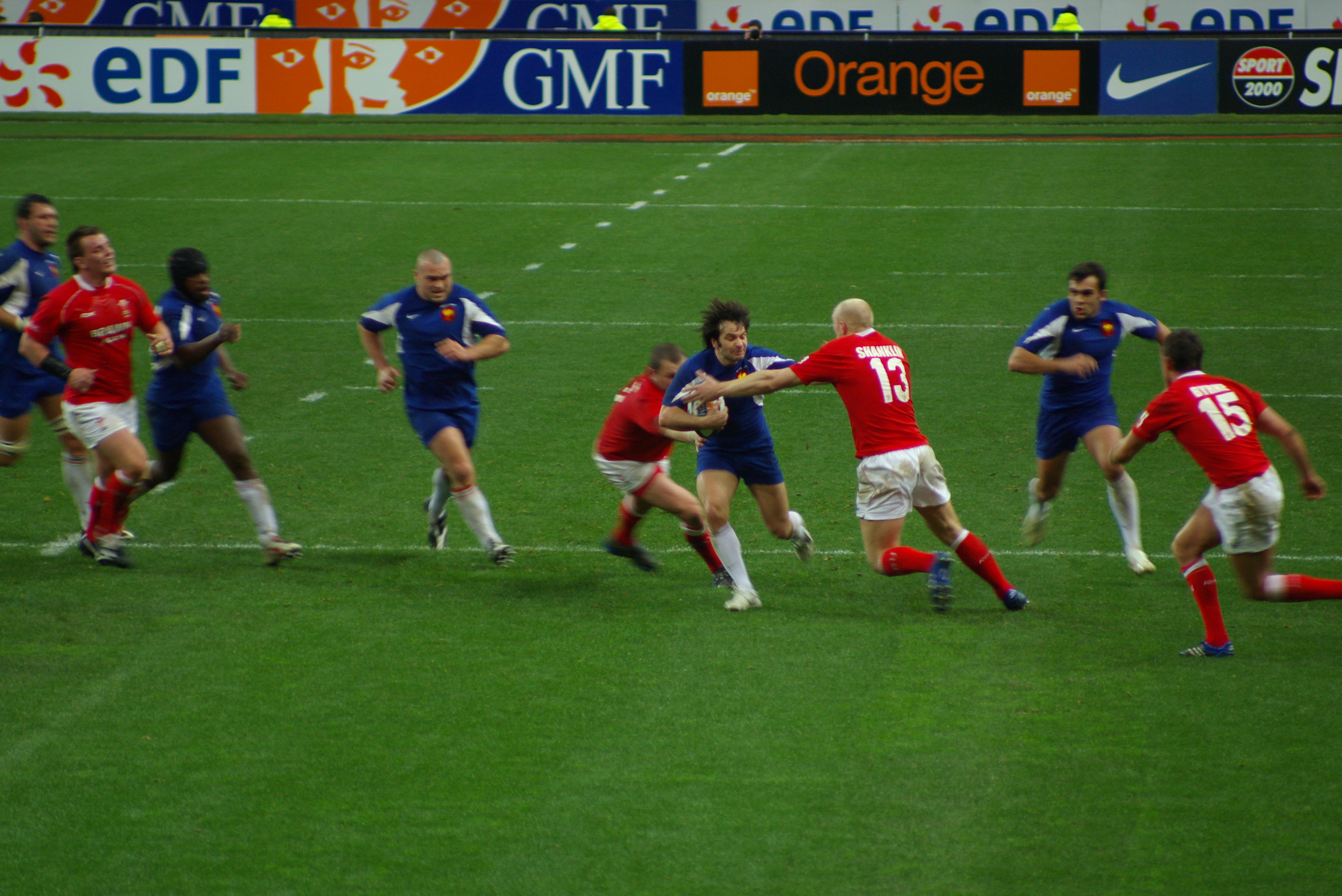
De wedstrijd Frankrijk - Wales.

| Datum              | Wedstrijd          | Uitslag |
| ------------------ | ------------------ | ------- |
| 24 februari, 15:00 | Schotland - Italië | 17 - 37 |
| 24 februari, 17:30 | Ierland - Engeland | 43 - 13 |
| 24 februari, 21:00 | Frankrijk - Wales  | 32 - 21 |

### Vierde ronde

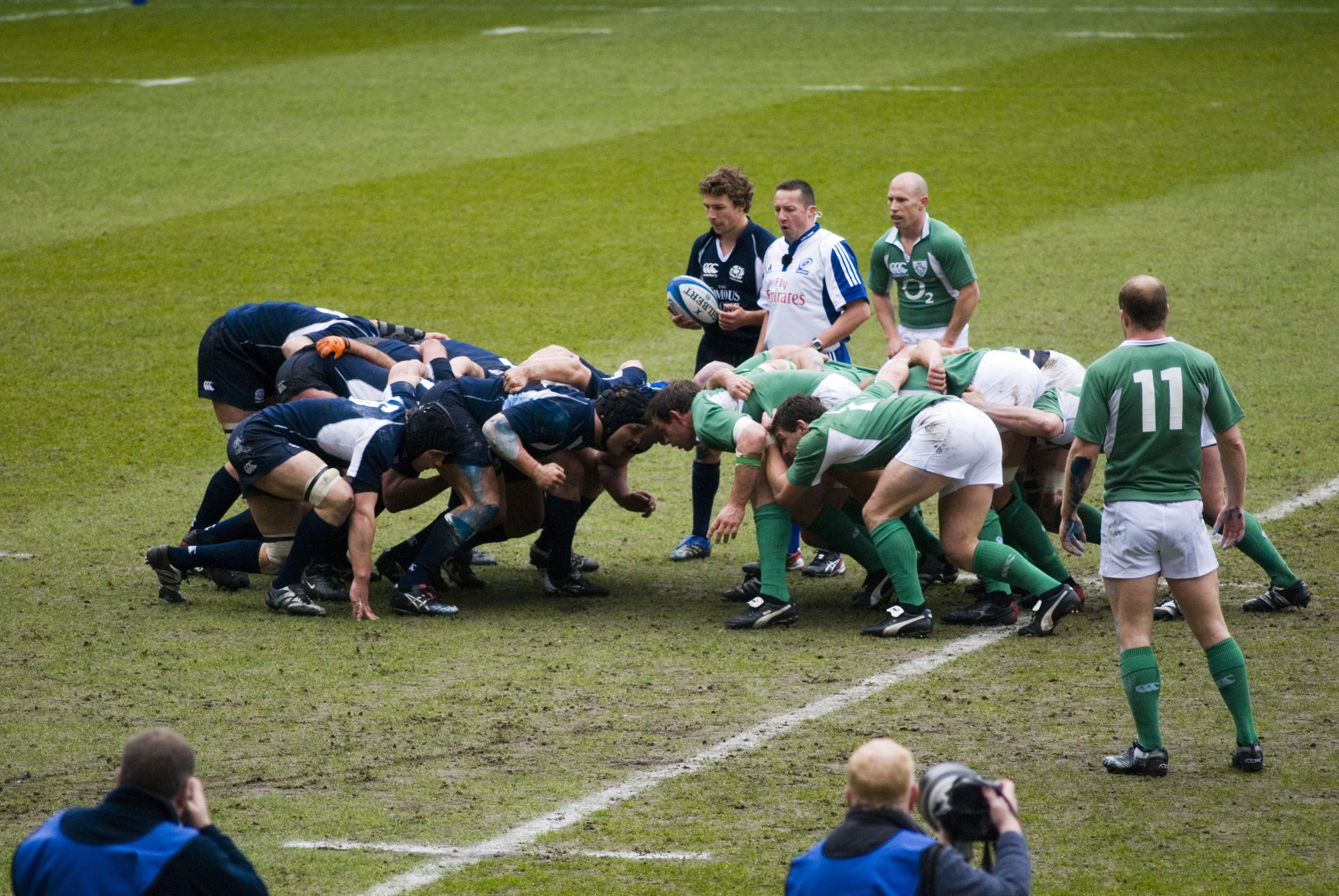
Een scrum tijdens de wedstrijd Schotland - Ierland.

| Datum           | Wedstrijd            | Uitslag |
| --------------- | -------------------- | ------- |
| 10 maart, 13:30 | Schotland - Ierland  | 18 - 19 |
| 10 maart, 16:30 | Italië - Wales       | 23 - 20 |
| 11 maart, 15:00 | Engeland - Frankrijk | 26 - 18 |

### Vijfde ronde
| Datum           | Wedstrijd             | Uitslag |
| --------------- | --------------------- | ------- |
| 17 maart, 14:30 | Italië - Ierland      | 24 - 51 |
| 17 maart, 16:30 | Frankrijk - Schotland | 46 - 19 |
| 17 maart, 17:30 | Wales - Engeland      | 27 - 18 |